# Saison 2019 de l'équipe cycliste UAE Emirates
La saison 2019 de l'équipe cycliste UAE Emirates est la vingt-et-unième de cette équipe, la troisième sous ce nom.

## Préparation de la saison 2019

### Arrivées et départs
| Arrivées              | Équipe 2018                 |
| --------------------- | --------------------------- |
| Tom Bohli             | BMC Racing                  |
| Fernando Gaviria      | Quick Step Floors           |
| Sergio Henao          | Sky                         |
| Juan Sebastian Molano | Manzana-Postobon            |
| Cristian Muñoz        | Coldeportes-Zenu-Sello Rojo |
| Ivo Oliveira          | Hagens Berman-Axeon         |
| Rui Oliveira          | Hagens Berman-Axeon         |
| Jasper Philipsen      | Hagens Berman-Axeon         |
| Tadej Pogačar         | Ljubljana-Gusto Xaurum      |

| Départs            | Équipe 2019 |
| ------------------ | ----------- |
| Anass Aït El Abdia | VIB Sports  |
| Darwin Atapuma     | Cofidis     |
| Matteo Bono        | retraite    |
| Filippo Ganna      | Sky         |
| Przemysław Niemiec | retraite    |
| Ben Swift          | Sky         |

## Coureurs et encadrement technique

### Effectif
| Cycliste               | Date de naissance  | Nationalité         | Équipe 2018                 |  |
| ---------------------- | ------------------ | ------------------- | --------------------------- |  |
| Fabio Aru              | 6 juillet 1990     | Italie              | UAE Emirates                |  |
| Tom Bohli              | 17 janvier 1994    | Suisse              | BMC Racing                  |  |
| Sven Erik Bystrøm      | 21 janvier 1992    | Norvège             | UAE Emirates                |  |
| Simone Consonni        | 12 septembre 1994  | Italie              | UAE Emirates                |  |
| Valerio Conti          | 30 mars 1993       | Italie              | UAE Emirates                |  |
| Rui Costa              | 5 octobre 1986     | Portugal            | UAE Emirates                |  |
| Kristijan Đurasek      | 26 juillet 1987    | Croatie             | UAE Emirates                |  |
| Roberto Ferrari        | 9 mars 1983        | Italie              | UAE Emirates                |  |
| Fernando Gaviria       | 19 août 1994       | Colombie            | Quick-Step Floors           |  |
| Sergio Henao           | 10 décembre 1987   | Colombie            | Sky                         |  |
| Alexander Kristoff     | 5 juillet 1987     | Norvège             | UAE Emirates                |  |
| Vegard Stake Laengen   | 7 février 1989     | Norvège             | UAE Emirates                |  |
| Marco Marcato          | 11 février 1984    | Italie              | UAE Emirates                |  |
| Daniel Martin          | 20 août 1986       | Irlande             | UAE Emirates                |  |
| Yousif Mirza           | 8 octobre 1988     | Émirats arabes unis | UAE Emirates                |  |
| Sebastian Molano       | 4 novembre 1994    | Colombie            | Manzana-Postobon            |  |
| Manuele Mori           | 9 août 1980        | Italie              | UAE Emirates                |  |
| Cristian Muñoz         | 20 mars 1996       | Colombie            | Coldeportes-Zenu-Sello Rojo |  |
| Ivo Oliveira           | 5 septembre 1996   | Portugal            | Hagens Berman-Axeon         |  |
| Rui Oliveira           | 5 septembre 1996   | Portugal            | Hagens Berman-Axeon         |  |
| Simone Petilli         | 4 mai 1993         | Italie              | UAE Emirates                |  |
| Jasper Philipsen       | 2 mars 1998        | Belgique            | Hagens Berman-Axeon         |  |
| Tadej Pogačar          | 21 septembre 1998  | Slovénie            | Ljubljana-Gusto Xaurum      |  |
| Jan Polanc             | 17 mars 1992       | Slovénie            | UAE Emirates                |  |
| Edward Ravasi          | 5 juin 1994        | Italie              | UAE Emirates                |  |
| Aliaksandr Riabushenko | 12 octobre 1995    | Biélorussie         | UAE Emirates                |  |
| Rory Sutherland        | 8 février 1982     | Australie           | UAE Emirates                |  |
| Oliviero Troia         | 1er septembre 1994 | Italie              | UAE Emirates                |  |
| Diego Ulissi           | 15 juillet 1989    | Italie              | UAE Emirates                |  |
| Stagiaire              | Date de naissance  | Nationalité         | Équipe 2019                 |  |
| Matthew Beers          | 10 janvier 1994    | Afrique du Sud      |                             |  |
| Nicolas Dalla Valle    | 13 septembre 1997  | Italie              | Tirol KTM Cycling Team      |  |

### Encadrement
L'intersaison voit l'arrivée d'Allan Peiper, issu de l'équipe BMC, et le départ de Philippe Mauduit chez Groupama-FDJ.

## Bilan de la saison

### Victoires
| Date       | Course                                                  | Pays                | Classe | Vainqueur             |
| ---------- | ------------------------------------------------------- | ------------------- | ------ | --------------------- |
| 19/01/2019 | 5e étape du Tour Down Under                             | Australie           | 2.UWT  | Jasper Philipsen      |
| 27/01/2019 | 1re étape du Tour de San Juan                           | Argentine           | 2.1    | Fernando Gaviria      |
| 30/01/2019 | 4e étape du Tour de San Juan                            | Argentine           | 2.1    | Fernando Gaviria      |
| 12/02/2019 | 3e étape du Tour Colombia                               | Colombie            | 2.1    | Juan Sebastian Molano |
| 16/02/2019 | 1re étape du Tour d'Oman                                | Oman                | 2.HC   | Alexander Kristoff    |
| 21/02/2019 | 2e étape du Tour de l'Algarve                           | Portugal            | 2.HC   | Tadej Pogačar         |
| 22/02/2019 | Championnat des Émirats arabes unis du contre-la-montre | Émirats arabes unis | CN     | Yousif Mirza          |
| 24/02/2019 | Classement général du Tour de l'Algarve                 | Portugal            | 2.HC   | Tadej Pogačar         |
| 25/02/2019 | 2e étape de l'UAE Tour                                  | Émirats arabes unis | 2.UWT  | Fernando Gaviria      |
| 1/03/2019  | Championnat des Émirats arabes unis sur route           | Émirats arabes unis | CN     | Yousif Mirza          |
| 31/03/2019 | Gand-Wevelgem                                           | Belgique            | 1.UWT  | Alexander Kristoff    |
| 13/05/2019 | 3e étape du Tour d'Italie                               | Italie              | 2.UWT  | Fernando Gaviria      |
| 17/05/2019 | 6e étape du Tour de Californie                          | États-Unis          | 2.UWT  | Tadej Pogačar         |
| 18/05/2019 | Classement général du Tour de Californie                | États-Unis          | 2.UWT  | Tadej Pogačar         |
| 01/06/2019 | 5e étape du Tour de Norvège                             | Norvège             | 2.HC   | Alexander Kristoff    |
| 02/06/2019 | Classement général du Tour de Norvège                   | Norvège             | 2.HC   | Alexander Kristoff    |
| 07/06/2019 | Championnat de Slovénie du contre-la-montre             | Slovénie            | CN     | Tadej Pogačar         |
| 09/06/2019 | Grand Prix de Lugano                                    | Suisse              | 1.1    | Diego Ulissi          |
| 13/06/2019 | Grand Prix du canton d'Argovie                          | Suisse              | 1.HC   | Alexander Kristoff    |
| 21/06/2019 | 3e étape du Tour de Slovénie                            | Slovénie            | 2.HC   | Diego Ulissi          |
| 23/06/2019 | Classement général du Tour de Slovénie                  | Slovénie            | 2.HC   | Diego Ulissi          |
| 30/08/2019 | 2e étape du Tour de Slovénie                            | Slovénie            | 2.HC   | Alexander Kristoff    |
| 01/09/2019 | 9e étape du Tour d'Espagne                              | Espagne             | 2.UWT  | Tadej Pogačar         |
| 06/09/2019 | 13e étape du Tour d'Espagne                             | Espagne             | 2.UWT  | Tadej Pogačar         |
| 14/09/2019 | 20e étape du Tour d'Espagne                             | Espagne             | 2.UWT  | Tadej Pogačar         |
| 14/09/2019 | Coppa Agostoni                                          | Italie              | 1.1    | Aleksandr Riabushenko |
| 18/09/2019 | 1re étape secteur A du Tour de Slovaquie                | Slovaquie           | 2.1    | Alexander Kristoff    |
| 17/10/2019 | 1re étape du Tour du Guangxi                            | Chine               | 2.UWT  | Fernando Gaviria      |
| 21/10/2019 | 5e étape du Tour du Guangxi                             | Chine               | 2.UWT  | Fernando Gaviria      |

### Résultats sur les courses majeures
Les tableaux suivants représentent les résultats de l'équipe dans les principales courses du calendrier international (les cinq classiques majeures et les trois grands tours). Pour chaque épreuve est indiqué le meilleur coureur de l'équipe, son classement ainsi que les accessits obtenus par UAE Emirates sur les courses de trois semaines.

#### Classiques
| Classique            | Milan-San Remo           | Tour des Flandres       | Paris-Roubaix            | Liège-Bastogne-Liège | Tour de Lombardie |
| -------------------- | ------------------------ | ----------------------- | ------------------------ | -------------------- | ----------------- |
| Coureur (classement) | Alexander Kristoff (14e) | Alexander Kristoff (3e) | Alexander Kristoff (56e) | Tadej Pogačar (18e)  | Dan Martin (18e)  |

#### Grands tours
| Grand tour           | Tour d'Italie                         | Tour de France  | Tour d'Espagne                                                                     |
| -------------------- | ------------------------------------- | --------------- | ---------------------------------------------------------------------------------- |
| Coureur (classement) | Diego Ulissi (42e)                    | Fabio Aru (14e) | Tadej Pogačar (3e)                                                                 |
| Accessits            | 1 victoire d'étape (Fernando Gaviria) | -               | 3 victoires d'étapes (Tadej Pogačar), classement du meilleur jeune (Tadej Pogačar) |